# Розвадів (Стальова Воля)
Розвадів (пол. Rozwadów) — колишнє місто на Закерзонні, тепер — округ міста Стальова Воля Підкарпатського воєводства, Стальововольський повіт.

## Історія
Місто засноване в 1690 р. на підставі акту заснування, виданого Яном III Собеським. Належало Ґабріелю Розвадовському до 1723 р., коли було продане князям Любомирським. Росту міста сприяло переважання водних перевезень як основного виду вантажного транспорту (перевезення на човнах і кораблях Сяном до Вісли і Балтійського моря) через занедбаність сухопутних доріг.
У 1831 р. Розвадів зазначається в переліку населених пунктів, які належали до греко-католицької парафії Дубрівка Каньчузького деканату Перемишльської єпархії, було семеро парафіян. На той час унаслідок насильної асиміляції українці західного Надсяння опинилися в меншості. Востаннє греко-католики в Розвадові згадуються в 1875 р., у наступному шематизмі (1879 р.) Розвадів відсутній у переліку парафії. 
Занедбане містечко Галичини отримало стимул для розвитку після побудови в 1887 р. залізниці від Дембиці через Мелець і Тарнобжег — Розвадів став кінцевою станцією. В 1900 р. став проміжною станцією після продовження залізниці до Переворська, а в 1914 р. — вузловою внаслідок поєднання з Любліном. 
Відповідно до «Географічного словника Королівства Польського» в 1888 р. Розвадів знаходився у Нисківському повіті Королівства Галичини та Володимирії Австро-Угорщини, у місті були 234 будинки і 2165 мешканців, з них 512 римо-католиків, 1 греко-католик, 1628 юдеїв і 12 православних. 
Перед Першою світовою війною євреї становили 72% населення міста. У листопаді 1918 р. поляки кілька днів чинили в Розвадові антиєврейські погроми. У міжвоєнний період місто входило до Тарнобжеського повіту Львівського воєводства Польщі. Перед Другою світовою війною в Розвадові проживало 1790 євреїв. Після зайняття міста у вересні 1939 р. німці вигнали їх через Сян на радянський бік.
9 грудня 1973 р. Розвадів приєднаний до міста Стальова Воля як окремий округ.